# نفرولوژی
نفرولوژی (به انگلیسی: Nephrology) (از یونانی nephros به معنای کلیه) شاخه فوق تخصصی از پزشکی بزرگسالان و طب اطفال است که به مطالعه کلیه ها، به‌خصوص عملکرد طبیعی کلیه و بیماری هایش،حفظ سلامت کلیه‌ها، و درمان بیماری‌های کلیوی، از طریق رژیم غذایی گرفته تا تجویز جایگزینی کلیه (با دیالیز یا پیوند)، می‌پردازد.
همچنین نفرولوژی به مطالعه بیماری‌های سیستمیک که بر روی کلیه‌ها مؤثرند، چون دیابت، بیماری خود ایمنی، فشارخون بالا و بیماری‌های سیستمیکی که از چنین بیماری‌های کلیوی ناشی می‌شوند، همچون استئودیستروفی کلیوی و فشارخون بالا می‌پردازد.
پزشک متخصص داخلی و یا اطفال که آموزش‌های بیشتری در این زمینه دیده، و مدرک فوق تخصص مربوط را کسب نموده باشد نفرولوژیست می‌نامند.
عبارت "نفرولوژی" اولین بار در ۱۹۶۰، براساس پیشنهاد Pr. Jean Hamburger در ۱۹۵۳، از ریشه یونانی νεφρός (کلیه)، استفاده شد. قبل از آن، این شاخه تخصصی را "پزشکی کلیه" می نامیدند.

## پیوندهای بیرونی
- International Society of Nephrology (ISN)